# Александър Нагибин
Александър Яковлевич Нагибин (на руски: Александр Яковлевич Нагибин) е руски офицер, полковник. Участник в Руско-турската война (1877-1878).

## Биография
Александър Нагибин е роден през 1827 г. в станица Кумшацка, Област на Донската войска, в семейството на потомствен казашки дворянин. Ориентира се към военното поприще според казашката традиция. Започва военна служба в Донски казашки Михайлов 1-ви полк (1843). Произведен е в първо офицерско звание хорунжий през 1851 г. Назначен е за командир на Донски своден казашки полк и 23-ти Донски казашки полк (1873, 1875). Повишен е във военно звание полковник (1875).
Участва в Руско-турската война (1877-1878) като командир на 9-и Донски казашки полк. Проявява се в боевете при Никопол, обсадата на Плевен и превземането на Горни Дъбник. Участва в задържането на настъплението на отряда на Осман паша към Ловеч на 22 и 23 август 1877 г. В състава на Ловешко-Севлиевския отряд с командир генерал-лейтенант Павел Карцов прочиства околностите на Ловеч от башибозук и черкези. Девети Донски казашки полк е награден с Георгиевско знаме „За отличие в Турската война 1877 и 1878 г.“
След войната е назначен за командир на 14-и Донски казашки полк (1878).
Умира през 1884 г.